# Katedra św. Jerzego w Stambule
Katedra św. Jerzego (gr.: Καθεδρικός ναός του Αγίου Γεωργίου, Kathedrikós Naós tou Agíou Geōrgíou, tur.: Aya Yorgi Kilisesi) – katedralna świątynia Patriarchatu Konstantynopolitańskiego w Stambule (dawnym Konstantynopolu), mieści się w dzielnicy Fanarion.

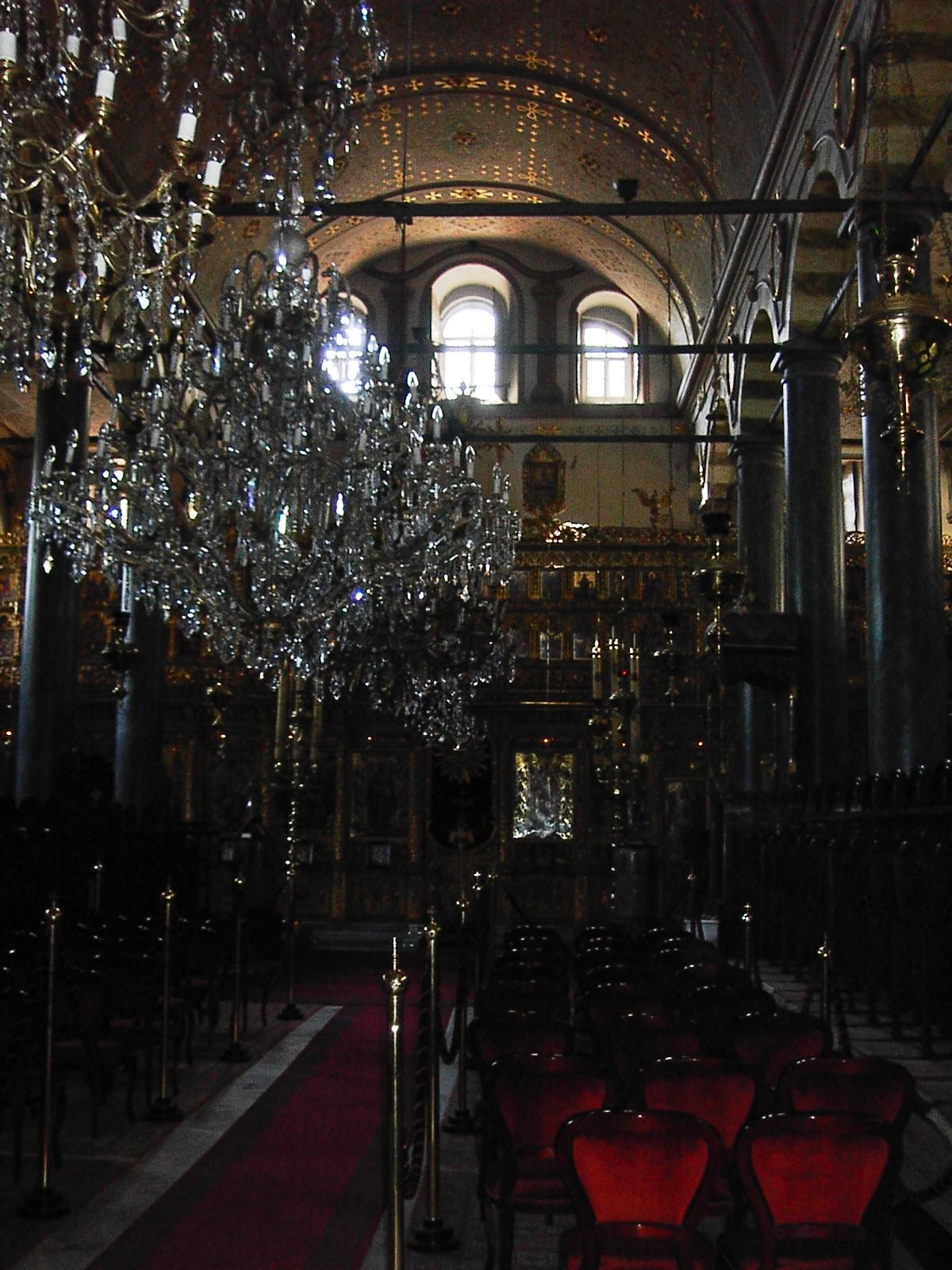
Wnętrze świątyni

Historia świątyni pod wezwaniem świętego Jerzego sięga czasów bizantyjskich, jednak obecna świątynia pochodzi w dużej mierze z XIX wieku. W 1941 została zniszczona przez pożar. W 1991 została odbudowana. 29 listopada 2006 świątynię odwiedził papież Benedykt XVI i uczestniczył w liturgii celebrowanej przez patriarchę Bartłomieja I. Jego następca Franciszek wziął udział w nabożeństwie ekumenicznym z patriarchą Bartłomiejem I podczas swojej podróży apostolskiej do Turcji. 